# Karen Junqueira
Karen Junqueira (Caxambu, 28 de abril de 1983) es una actriz brasileña.

## Biografía
Originaria de Caxambu, interior de Minas Gerais, Karen Junqueira inició su carrera como modelo, a los 15 años. Se mudó a Río de Janeiro a los 17 años, para intentar la carrera de actriz. Hizo el curso de interpretación del Tablado y, en paralelo, trabajaba en campañas publicitarias. Trabajó durante ocho años como modelo.
Tras haber hecho la prueba para el elenco de la 11.ª temporada de la novela adolescente Malhação, la actriz y modelo fue llamada para interpretar a la bien-humorada Tuca, una chica de diecisiete años que sueña con enamorar a un skeater, pero no sabe nada acerca del asunto, vistiendo solamente ropas de estilo para llamar la atención. En 2008 fue contratada por la Rede Record para trabajar en la novela Caminos del Corazón y permaneció en la segunda temporada, en el papel de Furia. En 2009 interpretó Gigi Castellamare en Poder Paralelo, telenovela inspirada en el libro Honra o Vendetta.
En 2012, volvió en a la Rede Record en la novela Máscaras; además de eso, participó de la primera temporada de serie Preamar, del canal HBO, y en 2013, estrena la película A Pelada, donde interpreta a Hanna.
En 2013, Karen deja la Rede Record, para hacer una pequeña participación en la novela Em Familia de la Rede Globo.
En 2014, interpreta su primer personaje fijo en una novela de la Rede Globo, en Imperio como la periodista Fernanda. En 2016 gana más destaque en la Rede Globo interpretando a Jéssica en la novela Haya Corazón, un reinicio de la exitosa novela Sassaricando.

## Filmografía

### Televisión
| Televisión | Televisión          | Televisión                         | Televisión  |
| Año        | Título              | Papel                              | Canal       |
| ---------- | ------------------- | ---------------------------------- | ----------- |
| 2006       | Malhação            | Teresa Lopes Maia (Tuca)           | Rede Globo  |
| 2007       | Caminos del corazón | Furia                              | Rede Record |
| 2008       | Os Mutantes         | Furia                              | Rede Record |
| 2009       | Poder Paralelo      | Regina Castellamare (Gigi)         | Rede Record |
| 2011       | Sansón y Dalila     | Taís                               | Rede Record |
| 2012       | Preamar             | Paula                              | HBO Brasil  |
| 2012       | Máscaras            | Luma Rodrigues Valdez              | Rede Record |
| 2014       | O Caçador           | Sandra                             | Rede Globo  |
| 2014       | La sombra de Helena | Chica del Programa (participación) | Rede Globo  |
| 2014       | Imperio             | Fernanda                           | Rede Globo  |
| 2016       | Haja Coração        | Jéssica Sampaio Miranda            | Rede Globo  |
| 2023       | Reyes               | Golda                              | Rede Record |

### Cine
| Cine | Cine                       | Cine      |
| Año  | Película                   | Personaje |
| ---- | -------------------------- | --------- |
| 2011 | La Promesa de Geronimo     | Raquel    |
| 2013 | A Pelada                   | Hanna     |
| 2016 | Si la Vida Comenzara Ahora | [ 16 ]    |

## En teatro
| Teatro | Teatro                       | Teatro                 |
| Año    | Pida                         | Personaje              |
| ------ | ---------------------------- | ---------------------- |
| 2012   | Rock in Río - Musical        | Flora / Britney Spears |
| 2015   | Nine – Un Musical Felliniano | Claudia Nardi          |